# Parafatura
La parafatura è un metodo di adesione ad un trattato internazionale mediante l'apposizione delle iniziali dei plenipotenziari, che in tal modo ne affermano l'autenticazione.
La parafa viene apposta alla fine del trattato, obbligando lo Stato firmatario a non agire contrariamente agli obiettivi del patto stesso, a meno che non decida di liberarsi dagli stessi non disponendo la firma e la successiva ratifica.
La parafatura è perciò a tutti gli effetti una forma di accordo preliminare, che raggiunge validità solo dopo la firma da parte di un organo come il parlamento o la ratifica mediante un istituto quale il referendum confermativo.